# Cancelli perlati

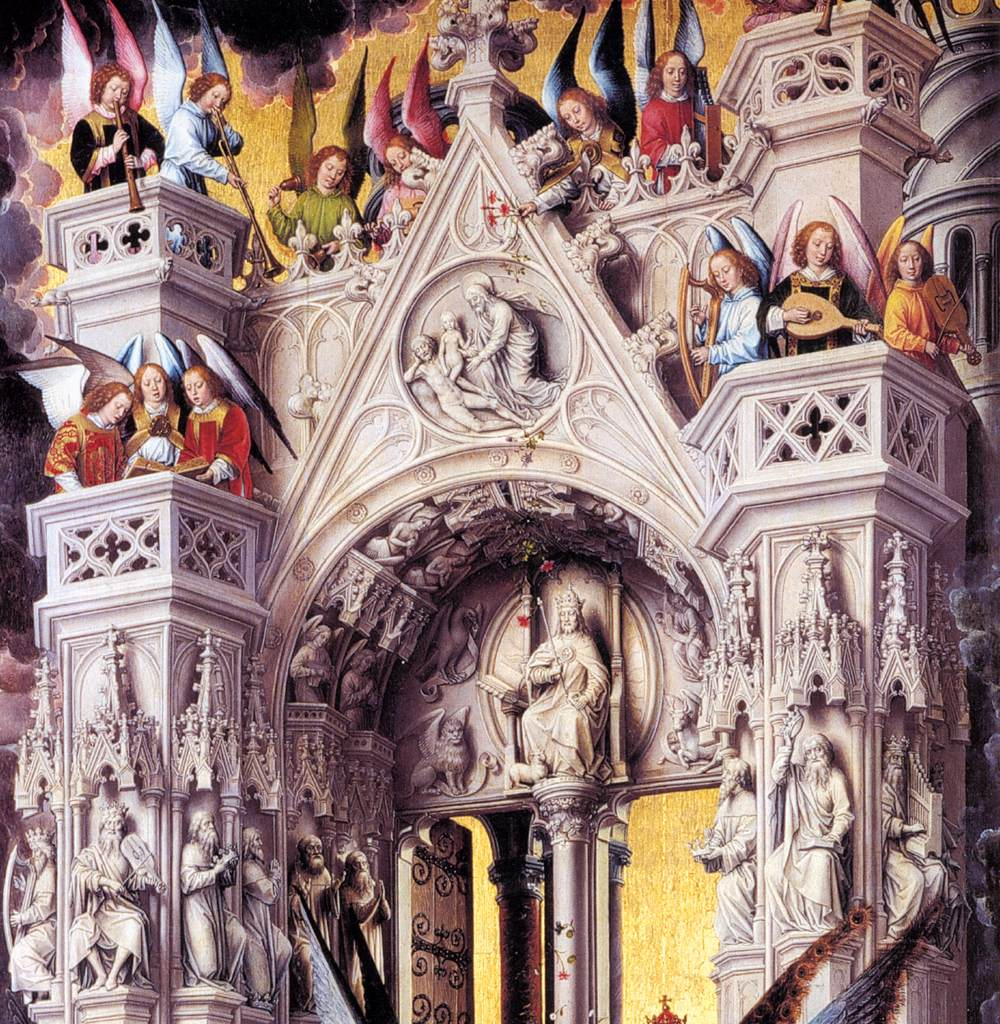
Pannello sinistro del Trittico di Danzica di Hans Memling, particolare

I cancelli perlati sono le porte d'ingresso al paradiso secondo alcune denominazioni cristiane, la cui immagine è ispirata dalla descrizione della Nuova Gerusalemme nell'Apocalisse di Giovanni:
L'immagine nella cultura popolare è costituita da una serie di grandi cancelli in ferro battuto, sulle nuvole, custoditi da San Pietro. A coloro che non riescono a passare attraverso l'apertura del cancello viene negato l'ingresso e discendono all'inferno.